# Hermann Ariovist von Fürth
Hermann Ariovist Felix Hubert Kaspar Freiherr von Brewer, genannt von Fürth (* 21. Mai 1815 in Lüttich; † 27. Dezember 1888 in Aachen) war ein deutscher Jurist und Reichstagsabgeordneter.

## Leben
Hermann Ariovist von Fürth war der Sohn des Aachener Appellationsgerichtsrates Bernhard Chrysart von Fürth (1782–1849), eines Enkels des Aachener Bürgermeisters Franz von Fürth, welcher 1773 mit der Nennung Freiherr von Brewer, genannt von Fürth in den Reichsfreiherrenstand erhoben worden war. Sein Onkel war der Landrat Joseph von Fürth und sein Bruder der Rechtshistoriker August von Fürth.
Hermann Ariovist von Fürth besuchte das Gymnasium in Aachen und studierte Rechtswissenschaft und Kameralwissenschaft auf den Universitäten in Bonn und Berlin, Kirchenrecht und andere theologische Fächer auf der katholischen Universität in Löwen. Etwa 1834 wurde er Mitglied des Corps Saxonia Bonn. In der Folge war er Rat beim Landgericht in Bonn.
Von 1875 bis zu seinem Tode war er Mitglied des Preußischen Abgeordnetenhauses und von 1877 bis 1887 war er Mitglied des Deutschen Reichstags, von 1877 bis 1884 für den Wahlkreis Regierungsbezirk Aachen 5 (Geilenkirchen – Erkelenz) und von 1884 bis 1887 für den Wahlkreis Köln 4 (Rheinbach – Bonn). Er gehörte zur Fraktion des Zentrums.
Hermann Ariovist von Fürth fand seine letzte Ruhestätte auf dem Aachener Ostfriedhof. Da er ohne leibliche Nachkommen blieb, vermachte er seine umfangreiche Büchersammlung der Stadtbibliothek Aachen. Zwei Jahre nach seinem Tode erschien noch sein eigenes dreibändiges Werk: Beiträge und Material zur Geschichte der Aachener Patrizier-Familien.

## Werke
- Beiträge und Material zur Geschichte der Aachener Patrizier-Familien. 3 Bände, Cremer, Aachen 1882–1890
  - Band 1, 1890 Digitalisat
  - Band 2, 1882 Digitalisat
  - Band 3, 1890 Digitalisat